# Uppfödare
En uppfödare är någon som sysslar med att avla djur av någon art för försäljning. Termen syftar idag oftast på hund- eller hästavel, men även andra typer av uppfödning äger rum.